# پر-باژین
پُر-باژین (روسی: Пор-Бажын و به تووایی: Пор-Бажың) نام یک سازهٔ مخروبه در جزیره‌ای در دریاچهٔ بالای کوه‌های جنوب تووا (فدراسیون روسیه) است. نام پر-باژین ترجمه از تووایی به معنی «خانهٔ گِلی» است. حفاری‌ها نشان می‌دهد که این بنا به عنوان یک کاخ اویغوری در سده ۸ میلادی ساخته شده و بلافاصله تبدیل به یک صومعهٔ مانوی شده‌است. چندی بعد این سازه رها شد و در نهایت توسط زلزله و پس از آن آتش‌سوزی از بین رفت. روش‌های ساخت و ساز نشان می‌دهد که پر-باژین در سنت معماری دورهٔ تانگ چین بنا شده‌است.